# Giải César cho quay phim xuất sắc nhất
Giải César cho quay phim xuất sắc nhất là một giải César dành cho người quay phim của một phim được bầu chọn là xuất sắc nhất.
Dưới đây là các người và các phim đoạt giải, cùng các người và các phim được đề cử theo từng năm:

## Thập niên 1970
1976
Sven Nykvist – Black Moon
Étienne Becker – Le Vieux Fusil
Pierre Lhomme – La Chair de l'orchidée
Pierre Lhomme – Le Sauvage
1977
Bruno Nuytten – Barocco & La Meilleure façon de marcher
Étienne Becker – Le Jouet
Gerry Fisher – Monsieur Klein
Claude Renoir – Docteur Françoise Gailland
Claude Renoir – Une femme fidèle
1978
Raoul Coutard – Le Crabe-Tambour
Ricardo Aronovich – Providence
Pierre Lhomme – Dites-lui que je l'aime
Andréas Winding – Imprécateur
1979
Bernard Zitzermann – Molière
Néstor Almendros – La Chambre verte
Jean Boffety – Une histoire simple
Pierre Lhomme – Judith Therpauve

## Thập niên 1980
1980
Ghislain Cloquet – Tess
Néstor Almendros – Perceval le Gallois
Bruno Nuytten – Les Soeurs Brontë
Jean Penzer – Buffet froid
1981
Néstor Almendros – Le Dernier métro
Pierre-William Glenn – La Mort en direct
Sacha Vierny – Mon Oncle d'Amérique
Bernard Zitzermann – La Banquière
1982
Philippe Rousselot – Diva
Claude Agostini – La Guerre du feu
Bruno Nuytten – Garde à vue
Jean Penzer – Malevil
1983
Henri Alekan – La Truite
Raoul Coutard – Passion
Jean Penzer – Une chambre en ville
Edmond Richard – Les Misérables
1984
Bruno Nuytten – Tchao Pantin
Ricardo Aronovich – Le Bal
Pierre Lhomme – Mortelle randonnée
Philippe Rousselot – La Lune dans le caniveau
1985
Bruno de Keyzer – Un dimanche à la campagne
Pasqualino De Santis – Carmen
Bruno Nuytten – Fort Saganne
Sacha Vierny – L'Amour à mort
1986
Jean Penzer – On ne meurt que deux fois
Renato Berta – Rendez-Vous
Pasqualino De Santis – Harem
Carlo Varini – Subway
1987
Philippe Rousselot – Thérèse
Jean-Yves Escoffier – Mauvais sang
Bruno Nuytten - Jean de Florette
Charles Van Damme – Mélo
1988
Renato Berta – Au revoir les enfants
Patrick Blossier – Miss Mona
Willy Kurant – Sous le soleil de Satan
1989
Pierre Lhomme – Camille Claudel
Philippe Rousselot – L'Ours
Carlo Varini – Le Grand bleu

## Thập niên 1990
1990
Yves Angelo – Nocturne indien
Bruno de Keyzer – La Vie et rien d'autre
Philippe Rousselot – Trop belle pour toi
1991
Pierre Lhomme – Cyrano de Bergerac
Thierry Arbogast – Nikita
Eduardo Serra – Le Mari de la coiffeuse
1992
Yves Angelo – Tous les matins du monde
Gilles Henry và Emmanuel Machuel – Van Gogh
Darius Khondji – Delicatessen
1993
François Catonné – Indochine
Yves Angelo – L'Accompagnatrice
Yves Angelo – Un cœur en hiver
Robert Fraisse – L'Amant
1994
Yves Angelo – Germinal
Renato Berta – Smoking / No smoking
Slawomir Idziak – Trois couleurs: Bleu
1995
Philippe Rousselot – La Reine Margot
Thierry Arbogast – Léon
Bernard Lutic – Colonel Chabert
1996
Thierry Arbogast – Le Hussard sur le toit
Pierre Aïm – La Haine
Darius Khondji – La Cité des enfants perdus
1997
Thierry Machado, Hugues Ryffel, Claude Nuridsany và Marie Pérennou – Microcosmos, le peuple de l'herbe
Thierry Arbogast – Ridicule
Jean-Marie Dreujou – Les Caprices d'un fleuve
1998
Thierry Arbogast – The Fifth Element
Benoît Delhomme – Artemisia
Jean-François Robin – Le Bossu
1999
Éric Gautier – Ceux qui m'aiment prendront le train
Laurent Dailland – Place Vendôme
Agnès Godard – La Vie rêvée des anges

## Thập niên 2000
2000
Eric Guichard – Himalaya – l'enfance d'un chef
Thierry Arbogast – The Messenger: The Story of Joan of Arc
Jean-Marie Dreujou – La Fille sur le pont
2001
Agnès Godard – Beau Travail
Thierry Arbogast – Les Rivières Pourpres
Éric Gautier – Les Destinées sentimentales
2002
Tetsuo Nagata – La Chambre des officiers
Bruno Delbonnel – Le Fabuleux destin d'Amélie Poulain
Mathieu Vadepied – Sur mes lèvres
2003
Pawel Edelman – The Pianist
Patrick Blossier – Amen
Jeanne Lapoirie – 8 femmes
2004
Thierry Arbogast – Bon voyage
Pierre Aïm – Monsieur N.
Agnès Godard – Les égarés
2005
Bruno Delbonnel – Un long dimanche de fiançailles
Jean-Marie Dreujou – Two Brothers
Éric Gautier – Clean
2006
Stéphane Fontaine – De battre mon coeur s'est arrêté
Éric Gautier – Gabrielle
William Lubtchansky – Les amants réguliers
2007
Julien Hirsch – Lady Chatterley
Patrick Blossier – Indigènes
Éric Gautier – Cœurs
Christophe Offenstein – Ne le dis à personne
Guillaume Schiffman – OSS 117 – Le Caire nid d'espions
2008
Tetsuo Nagata – La vie en rose (La Môme)
Yves Angelo – Le deuxième souffle
Gérard de Battista – Un Secret
Giovanni Fiore Coltellacci – L'ennemi intime
Janusz Kamiński – La scaphandre et le papillon
2009
Laurent Brunet – Séraphine
Robert Gantz – Mesrine: L'instinct de mort & Mesrine: L'Ennemi public n°1
Éric Gautier – Un conte de Noël
Agnès Godard – Home
Tom Stern – Faubourg 36